# Naturschutzgebiet Langeloh - In der Hemke

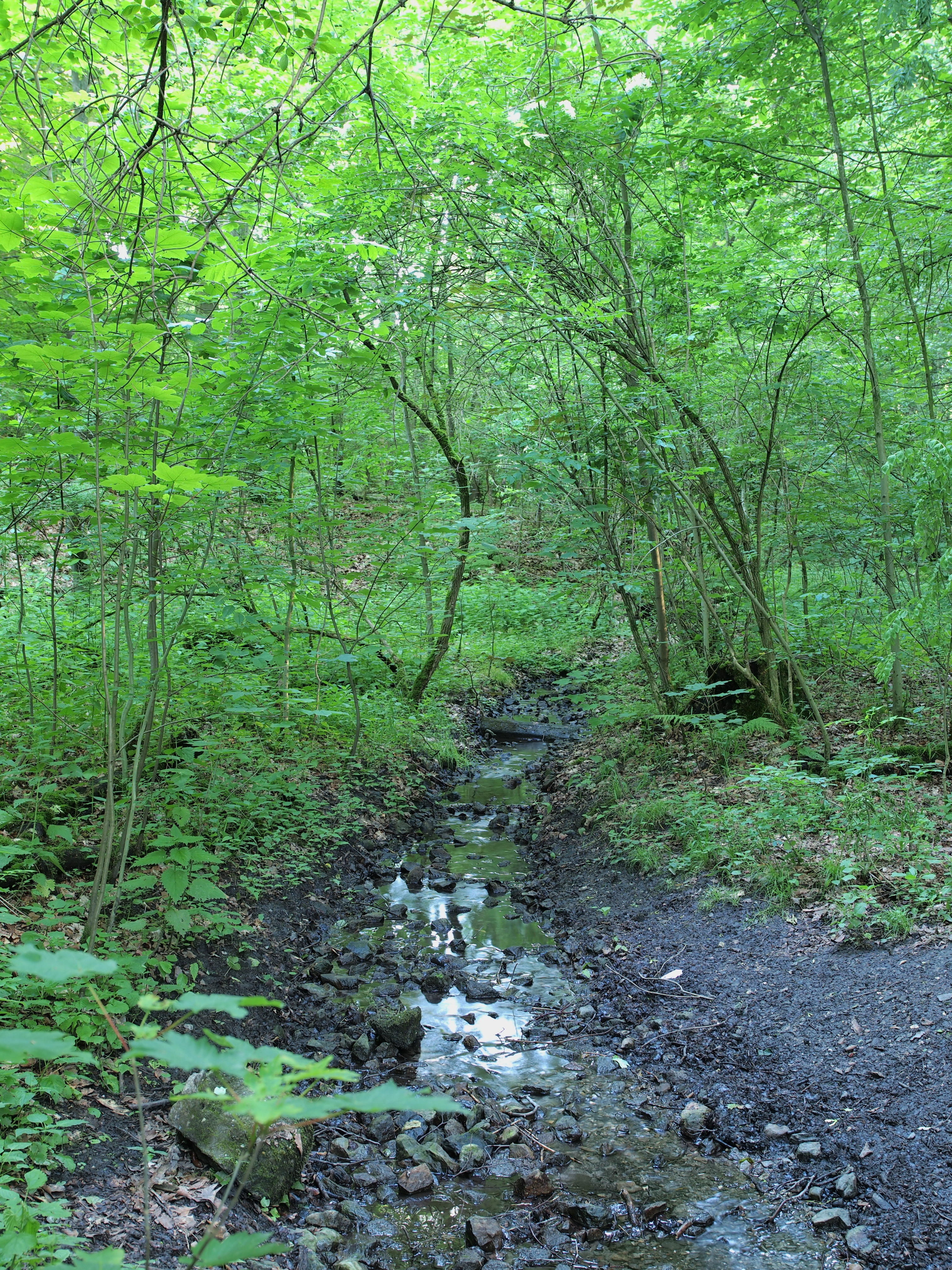
Der Rossbach im Langeloh

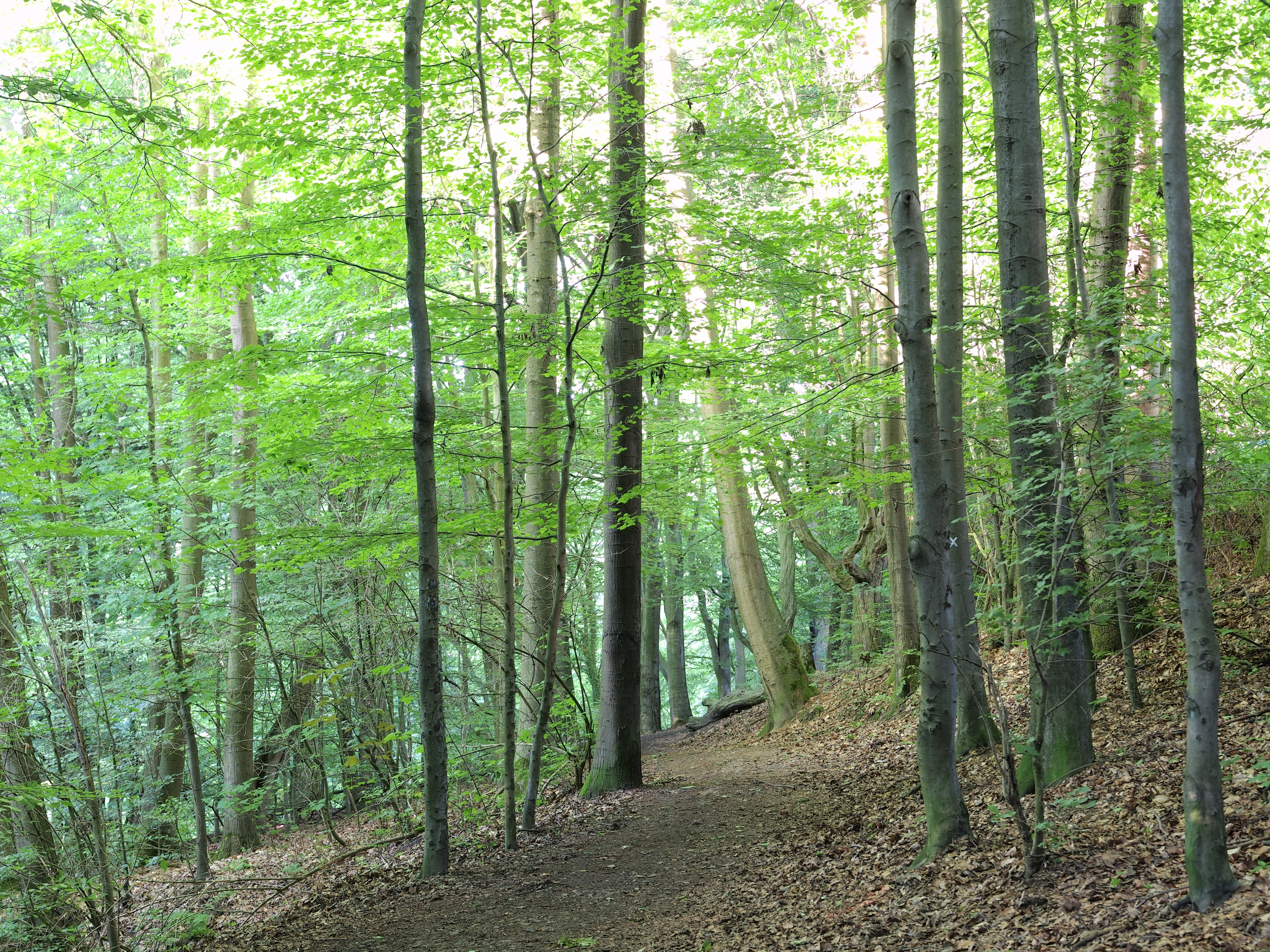
Weg im Buchenwald

Das Naturschutzgebiet Langeloh - In der Hemke ist ein 40,20 ha großes Naturschutzgebiet im Südosten Hernes, es ist Teil des in Nord-Süd-Richtung verlaufenden regionalen Grünzugs E. Wegen seiner Lage in der Metropolregion Ruhr hat es Bedeutung einmal als eines der dortigen Schutzgebiete in dicht besiedeltem Raum und zum anderen als Erholungsgebiet.  Es wurde in den 1990er Jahren als Naturschutzgebiet ausgewiesen. Landschaftsprägendes Element ist der Roßbach, der das Tal von Südwesten nach Nordosten durchfließt. Nachdem er lange Zeit in Betonschalen kanalisiert war, wurde er in den 1980er Jahren renaturiert und stellt seitdem wieder einen Lebensraum für viele Wasserorganismen dar, wie z. B. den Feuersalamander.
Im Tal des Roßbaches findet man Grünlandbrachen, Hochstaudenfluren und Großseggenriede. In den Uferzonen kommen z. B. Riesen-Schachtelhalm (Equisetum telmateia), Rispen-Segge (Carex paniculata), Ufer-Segge (Carex riparia), Ästiger Igelkolben (Sparganium erectum), Hohe Schlüsselblume (Primula elatior) und Sumpfdotterblume (Caltha palustris) vor. Die Rispen-Segge bildet dort bis zu einem Meter hohe Bulte aus. An Hängen im Bereich des Oberlaufes sind Buchenwälder zu finden, einige der Rotbuchen sind um 160 Jahre alt. Dort sind Kleinspecht, Baumfalke, Habicht und Hohltaube einige bedrohte Arten, die die Unterschutzstellung begründen. Im mittleren Talbereich, der von Gley geprägt ist, sind auf dauernassem Boden die Großseggenriede und Seggensümpfe zu finden.
Auf einem mit Holzpfosten markierten Naturpfad, dem 4,8 km langen „Naturpfad Langeloh“, kann man das Gebiet betreten.
Bei einem regionalen GEO-Tag der Artenvielfalt, ausgerichtet durch den Bochumer Botanischen Verein im Jahr 2008, wurden im Naturschutzgebiet innerhalb von nur 24 Stunden insgesamt 810 Pflanzen-, Tier- und Pilzarten festgestellt, von denen 23 in den Roten Listen geführt werden.

## Entwicklungsplanung
Die forstliche Planung strebt an, standortfremde Baumarten wie Grau-Erle und Berg-Ahorn, oder nicht-autochthone Arten wie Hybrid-Pappel oder Nordamerikanische Rot-Eiche zu entfernen, und durch standortgemäßere und heimische Arten zu ersetzen.